# RAMB-Klasse
RAMB war der Name von vier bauähnlichen italienischen Kühlfrachtschiffen, die 1937–1938 im Auftrag der gleichnamigen staatlichen Bananen-Handelsgesellschaft Regia Azienda Monopolio Banane (RAMB) von Ansaldo und CRDA gebaut wurden. Von ihrem Heimathafen Massaua in Eritrea aus sollten die Schiffe den Bananentransport zwischen Italienisch-Ostafrika und dem Mutterland sicherstellen.
Die vier Schiffe wurden bereits bei der Planung so ausgelegt, dass sie im Kriegsfall schnell zu Militärschiffen umgerüstet werden konnten. Nach Eintritt Italiens in den Zweiten Weltkrieg im Juni 1940 wurden die Frachter der Regia Marina unterstellt und drei zu Hilfskreuzern, das vierte zu einem Hospitalschiff umgebaut. Sämtliche Schiffe wurden während des Krieges versenkt.

## RAMB I
RAMB I wurde 1937 von Ansaldo in Genua gebaut. Sie besaß eine Verdrängung von 3667 Tonnen und erreichte wie die drei Schwesterschiffe etwa 18 Knoten.
Bei Kriegseintritt befand sich die RAMB I im Hafen in Eritrea und wurde dort zum Hilfskreuzer für den Handelskrieg im Roten Meer umgerüstet und der dortigen italienischen Flottille zugeteilt. Während des nächsten Dreivierteljahres war sie an mehreren erfolglosen Überfallversuchen beteiligt. Nachdem im Februar 1941 die britische Eroberung Ostafrikas absehbar war, floh die RAMB I zusammen mit der RAMB II und dem Kolonialschiff Eritrea aus dem Roten Meer, indem sie erfolgreich die Blockade des Bab al-Mandab durchbrachen. Doch bereits am 27. Februar wurde die RAMB I, nachdem sie sich von den anderen Schiffen getrennt hatte und bevor sie eine Prise erbeuten konnte, nahe den Malediven vom neuseeländischen Kreuzer Leander versenkt. 113 Überlebende konnten vom Kreuzer aufgenommen werden.

## RAMB II
Die RAMB II wurde 1937 von der Cantieri Riuniti dell’Adriatico (CRDA) in Monfalcone gebaut. Angetrieben wurde sie von zwei CRDA-7-Zylinder-Ölmotoren mit einer Leistung von 7200 bhp.
Wie die RAMB I befand sie sich zu Kriegsbeginn in Massaua und teilte deren Schicksal bis zur Flucht in den Indischen Ozean, konnte aber im Gegensatz zu dieser erfolgreich bis nach Japan gelangen. Die Besatzung plante, von japanischen Häfen aus alliierte Frachtschiffe zu überfallen, was jedoch die japanischen Behörden ablehnten, da sich das Land zu diesem Zeitpunkt noch nicht im Krieg mit den westlichen Mächten befand. Stattdessen wurde das Schiff entwaffnet und unter Beibehaltung der Besatzung und italienischen Flagge 1942 von Japan gechartert und in Calitea II umbenannt. Als zwei Jahre später 1943 die italienische Regierung einen Waffenstillstand mit den Alliierten schloss, versenkte die Besatzung am 8. September ihr Schiff in der Bucht von Kōbe selbst. Das Wrack wurde gehoben und als Ikutagawa Maru der japanischen Flotte hinzugefügt. Am 12. Januar 1945 versenkte sie ein amerikanischer Bomber während der Operation Gratitude.

## RAMB III
Die RAMB III wurde 1938 von Ansaldo in Genua fertiggestellt. Aufgrund des Kriegseintritts erreichte sie im Gegensatz zu ihren Schwesterschiffen niemals Afrika, sondern wurde nach dem Umbau zum Hilfskreuzer im Mittelmeer als Konvoischutz eingesetzt. Am 12. November 1940 wurde sie in der Straße von Otranto in ein Gefecht verwickelt, konnte jedoch entkommen, indem sie die restlichen Schiffe des Geleitzuges im Stich ließ. Ende Mai 1941 wurde das Schiff im Hafen von Bengasi durch ein U-Boot versenkt, jedoch nach Triest geschleppt und dort wieder instand gesetzt. Im September 1943 wurde die RAMB III von der deutschen Kriegsmarine übernommen und als Minenleger Kiebitz eingesetzt. Der Minenleger ging im November 1944 verloren, als er zuerst auf eine eigene Mine lief und dann bei Rijeka durch einen US-Luftangriff versenkt wurde. Nach dem Krieg wurde das Wrack gehoben und umfangreich zur jugoslawischen Staatsyacht Galeb umgebaut.

## RAMB IV
Die RAMB IV wurde ab 1937 von CRDA in Monfalcone gebaut. Wie RAMB I und II befand sie sich zu Kriegsbeginn in Eritrea, wurde aber im Gegensatz zu den anderen Schiffen zu einem Hospitalschiff umgebaut. Sie verblieb im Hafen von Massaua, wo sie im April 1941 von den Briten erbeutet wurde. Diese nahmen das Schiff als HMS Ramb IV in eigene Dienste. Am 10. Mai 1942 wurde es bei El-Alamein durch Kampfflugzeuge der I. Gruppe/Lehrgeschwader 1 versenkt.